# 7 Trianguli
7 Trianguli en vit stjärna i huvudserien i stjärnbilden Triangeln. 
7 Tri har visuell magnitud +5,25 och befinner sig på ett avstånd av ungefär 280 ljusår.